# Передрій
Прізвище Передрій належить до малопоширеного, але водночас одного зі стародавніх типів слов'янських сімейних іменувань, утворених від особистого прізвиська.
За словами професора Масляка достеменно не відомо, скільки років таким українським прізвищам, як Передрій чи Передерій. З перської мови слово "передрая" означає "скіф заморський", але з'явилися вони 2-3 тисячі чи більше років тому ніхто не знає.
Традиція давати прізвища з давніх-давен існувала у слов'ян та збереглася аж до XVII століття. Найчастіше прізвиська відображали якісь яскраві якості зовнішності чи характеру людини. Особисте прізвисько Передрій було утворене від старовинного українського прикметника «передертий», що має значення «рваний, обдертий». Найімовірніше, прізвисько Передрій могли нагородити людину, яка з якоїсь причини ходила у рваному одязі. Не виключено, що таким ім'ям наділили, наприклад, молодшу дитину в сім'ї, що була змушена доношувати одяг за старшими братами та сестрами.
Також не можна виключити й те, що «рваною» могла бути сама людина, тобто мати численні шрами, отримані у битвах або внаслідок якогось нещасного випадку.
Носії аналогічних прізвиськ імен зустрічаються у різних реєстрах Війська Запорізького. Наприклад, у реєстрі за 1581 рік згадуються козаки Передер'я та Семен Передер'єв брат, а у 1649 році подібне прізвисько носив козак Смілівської сотні Чигиринського полку Війська Запорізького Процик Передерий.
У словнику давньоруських особистих власних імен 1903 проф. Тупікова Н. М. згадується ім'я Передерій - «Полтавського полку козака, прізвисько Передерея», 1683 року.
У «Російських прізвищах» Б. О. Унбегаун зауважує: «В українській мові розвинувся своєрідний тип іменників на -ій, котрі також виступають прізвищами, схиляються як іменники і утворюються в більшості випадків від дієслівної основи… …Передерій — „вирвати“».
Наголос падає на останній склад.